# 杰克·希尔
杰克·希尔（1933年1月28日—）是美国剥削电影类型的导演。希尔晚期的几部电影被定性为女性主义作品。